# Riccardo Orsini
Riccardo I. Orsini (auch: Ricardo Orsini; deutsch: Richard Orsini) (* um 1230; † 1304 vor dem 7. April in Clarentza ermordet) war von 1264 bis zu seinem gewaltsamen Tod Pfalzgraf von Kefalonia und von 1284 bis 1291 Graf von Gravina.

## Leben
Riccardo Orsini wurde um 1230 als Sohn des Pfalzgrafen Maio II. Orsini und der Anna (Theodora) Komnena Dukaina von Epirus geboren. 1264 wurde er nach dem Tod seines Vaters neuer Pfalzgraf von Kefalonia und Zakynthos.
Zu diesem Zeitpunkt befand sich die Pfalzgrafschaft in einem Lehensverhältnis zum Fürstentum Achaia. Riccardos Lehnsherr Wilhelm II. von Villehardouin, der Fürst von Achaia, musste sich allerdings 1267 nach einer Niederlage gegen das byzantinische Kaiserreich von Nikaia im Vertrag von Viterbo Karl von Anjou, dem König von Neapel, unterwerfen. Damit wurde indirekt auch Kefalonia ein Vasall der neapolitanischen Anjou.
1284 bis 1291 trug Riccardo Orsini den Titel „Conte di Gravina“ (Graf von Gravina).
1286 wurde er Generalvikar von Korfu, 1297 durch Fürstin Isabelle de Villehardouin zum Bailli von Achaia ernannt.
1304, vor dem 7. April, wurde Riccardo Orsini in Clarentza von einem seiner eigenen Ritter ermordet.
Sein Sohn Johannes (Giovanni) aus erster Ehe, seit 1295 Herr von Leukas, wurde als Johannes I. Orsini sein Nachfolger.

## Nachkommen
- mit seiner ersten (namentlich nicht bekannten) Frau hatte Riccardo Orsini sechs Kinder:
  - Johannes (Giovanni) I. Orsini († 1317/18), Pfalzgraf von Kefalonia
  - Tochter, heiratete Engelbert van Liedekerke, den Groß-Connetable von Achaia
  - Tochter, heiratete Johann von Tournay, den Baron von Kalavryta und Gritsena
  - Guglielmo Orsini
  - Guillerme Orsini († 30. Mai 1317), Erbin eines Drittels der Güter von Saint-Omer, heiratete in erster Ehe Johann Chauderon, den Baron von Estamira († 1294), in zweiter Ehe Nicolas III. von St. Omer, Bailli von Achaia († 30. Januar 1314)
  - Agnese Orsini († nach 1316), in erster Ehe bis 1282 mit Jean de Cléry verheiratet, in zweiter Ehe mit Amaury de Saint-Clair, in dritter Ehe mit Geoffroy de Milly, in vierter Ehe (ab 1300) mit Gaucher de Noyers († 1303).

- 1299 heiratete Riccardo in zweiter Ehe Marguerite de Villehardouin († 1315 im Gefängnis), Herrin von Matagriphon (Akova) und Katochi, Tochter des Fürsten Wilhelm II. von Achaia, Witwe des Isnard, Sire de Sabran. Mit ihr hatte er ein Kind:
  - Tochter († jung)